# ケパロスとアウローラ
『ケパロスとアウローラ』（仏: Céphale et Aurore、英: Cephalus and Aurora）は、17世紀フランスの画家ニコラ・プッサンが1631年ごろ、キャンバス上に油彩で制作した絵画である。オウィディウスの『変身物語』(VII: 690–862) に記述されるケパロスとアウローラの恋の物語を主題としている。作品はG.J. チョルモンデリー (G.J. Cholmondely) 氏の遺贈により、1831年以来、ロンドン・ナショナル・ギャラリーに所蔵されている。

## 作品
太陽神アポローンの黄金の戦車を先導する曙の女神アウローラは、アテナイの王の娘プロクリスの若い夫であった狩人ケパロスに恋をした。画面では、青い衣服を着たケパロスがアウローラを拒んでいる。彼の首は鋭く捻じ曲げられ、アウローラを思いとどまらせようと彼女を押し戻す一方、翼のあるプットの持つ妻プロクリスの肖像を見つめている（この部分は『変身物語』に記述されていない）。後に、ケパロスとプロクリスはお互いの忠誠を疑うことになり、ケパロスが誤って魔法の槍でプロクリスを殺すという悲劇的な結末となる。
左側で壺の上に横たわっている人物はおそらく、すべての河の神の父であるオーケアノスである。彼の横には翼のある馬ペガサスがいる。背景に横たわる女性は大地の女神テルースかもしれない。左側の明るいオレンジ色の空には戦車に乗っているアポローンのおぼろげな姿が見える。神々とペガサスは曙と日の女神であるアウローラと関連している。また、それらは四元素―アポローンは「火」、テルースは「大地」、ペガサスは「空」、オーケアノスは「水」―を表している可能性がある。
このメランコリックな情景は、人物たちの情感を伝えるためにポーズと表情を賢明に用いることで表現されている。ケパロスにとっては非常な後悔となる瞬間であり、アウローラにとって悲しみの瞬間なのである。プッサンは、絵画の制作中に構図にいくつかの変更をしている。元来、左側には2本の木があり、横たわる女神がいる場所には戦車があった。さらに、プロクリスの肖像を持つプットの頭部の位置も変更されている。
ケパロスのポーズは、ティツィアーノの『バッカスとアリアドネ』に描かれているバッカスのポーズに類似している。一方、オケアノスの身体像は、アゴスティーノ・カラッチのフレスコ画『ケパロスとアウローラ』 (ファルネーゼ宮殿、ローマ) 中のティートーノス (画面前景右側) に由来するものかもしれない。プッサンは、このフレスコ画を知っていたのであろう。
なお、不幸にも絵画の保存状態はよくない。年月のために、絵の具の上層は透けており、下の絵の具の層が露わになっている。また、色彩はもはや輝かしいものではない。

## ギャラリー

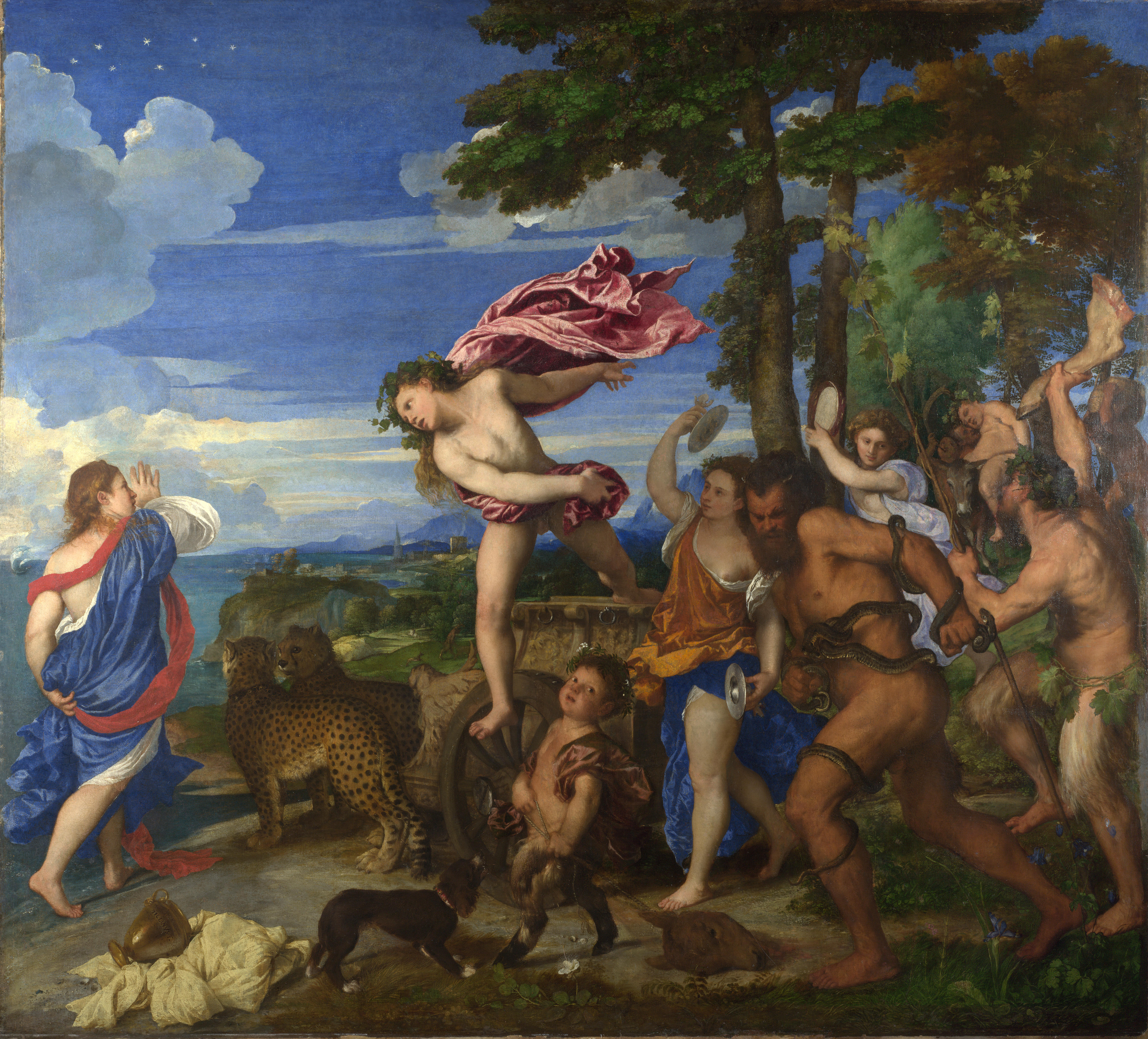
ティツィアーノ『バッカスとアリアドネ』 (1520-1523年)、ナショナル・ギャラリー (ロンドン)
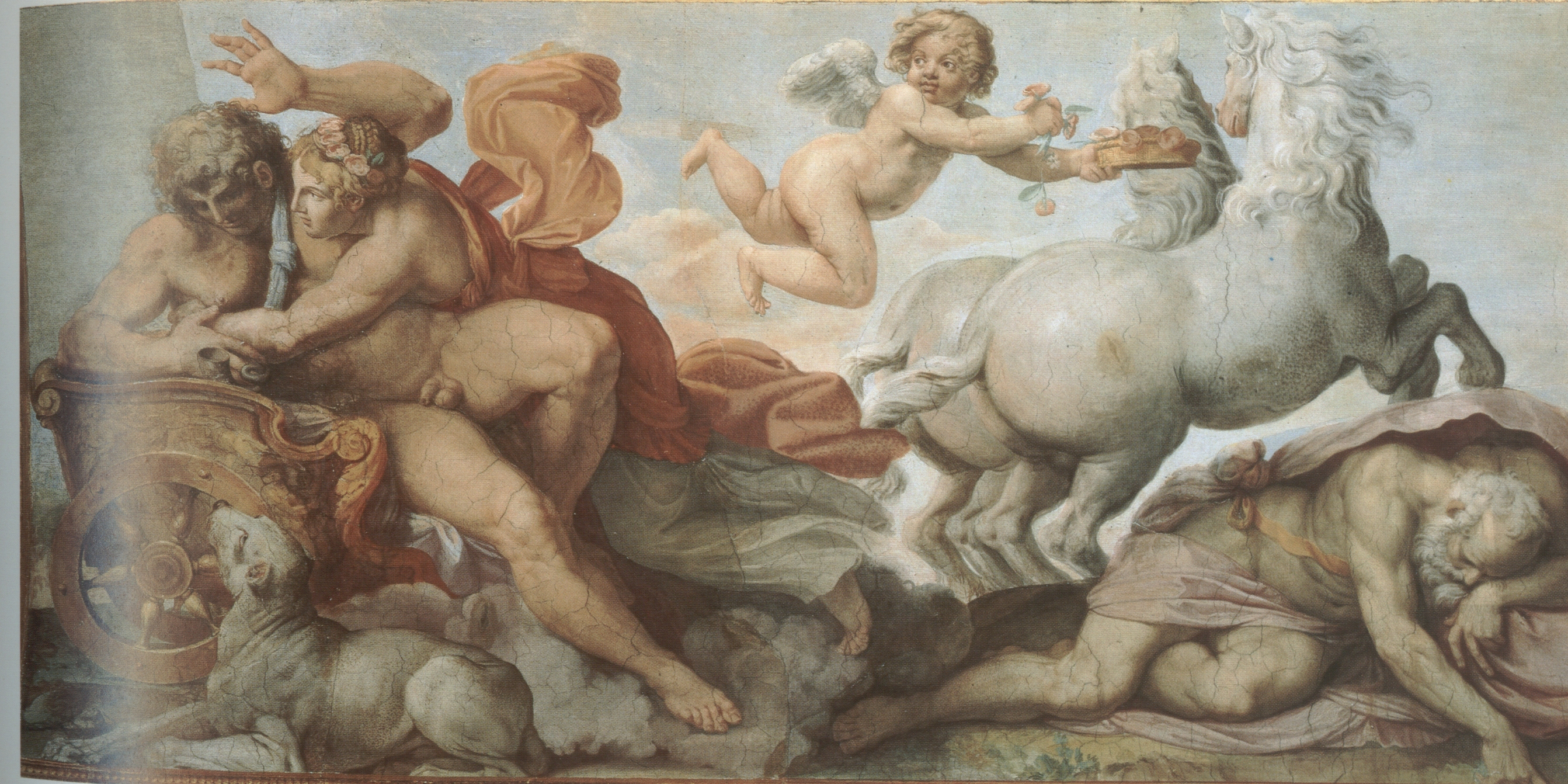
アゴスティーノ・カラッチ『ケパロスとアウローラ』 (1597-1604年)、ファルネーゼ宮殿、ローマ